# موره‌لو
موره‌لو (به ایتالیایی: Murello) یک کومونه در ایتالیا است که در استان کونیو واقع شده‌است. موره‌لو ۱۷٫۳۳ کیلومتر مربع مساحت و ۹۶۱ نفر جمعیت دارد و ۲۶۰ متر بالاتر از سطح دریا واقع شده‌است.